# Zuzana Stavná
Pour les articles homonymes, voir Zuzana et Stavna.
Zuzana Stavná est une actrice slovaque, née le 21 mai 1984 à Košice en Tchécoslovaquie.

## Filmographie
- 2011 : Kriminálka Andel (série télévisée)
- 2011 : Alois Nebel : Mánicka
- 2010-2012 : Zázraky zivota (série télévisée) (9 épisodes)
- 2014 : Krásno : Monika
- 2014 : Zakázané uvolnení : Klára
- 2014-2015 : Doktori z Pocátku (série télévisée) : Nadja (21 épisodes)
- 2016 : Moi, Olga Hepnarová : la sœur
- 2015-2016 : Ulice (série télévisée) : Zorka Kruntorádová (66 épisodes)
- 2016 : I, Mattoni (série télévisée) : Chuva (5 épisodes)
- 2016 : Manzel na hodinu : Agáta
- 2017 : Svet pod Hlavou (série télévisée) : Svazacka
- 2017 : Single Man (mini-série)
- 2017 : The Life and Time of Judge A.K. (série télévisée) : kamarádka Dominiky
- 2018 : Ordinace v ruzové zahrade 2 (série télévisée) : Inna Lysenko (3 épisodes)